# Express (dziennik)
Express – niemiecki dziennik regionalny z główną redakcją w Kolonii. 

## Charakterystyka
Należy DuMont Mediengruppe. Ukazuje się od poniedziałku do soboty. Gazeta posiada działy lokalne w Düsseldorfie i Bonn. Jest również dostępna w Akwizgranie, Mönchengladbach i w Duisburgu (tylko grzbiet główny). Pierwsze wydanie Expressu ukazało się 29 lutego 1964 roku. W 2015 roku nakład wynosił ponad 13000, w ostatnich latach utrzymywał się na poziomie 80000. Express zatrudnia około 70 dziennikarzy. Dziennik prezentuje lewicowo-liberalną linię redakcyjną. Redaktorem naczelnym jest Carsten Fiedler.